# Mario Piattini
Mario Gerardo Piattini Velthuis (Buenos Aires, Argentina 28 de marzo de 1966) es un informático con diversas investigaciones en el ámbito de la ingeniería de sistemas y software, fundador del Grupo Alarcos de Investigación.

## Biografía
Hijo de Carlos Piattini y Ans Velthuis,y padre de Carlos y Alejandro Piattini, es el mayor de tres hermanos, nace en Buenos Aires (Argentina), para posteriormente trasladarse a Roma (Italia) cursó sus estudios de secundaria en la escuela Liceo de Cervantes de Roma, donde los terminó en 1983.
En 1989, termina sus estudios de Licenciado en Informática en la Universidad Politécnica de Madrid, en la que obtiene el título de Doctor en informática en 1994. Después de trabajar en diversas empresas y de ser profesor asociado en la Universidad Complutense y en la Universidad Carlos III de Madrid, en el año 1997 se incorpora a la Universidad de Castilla-La Mancha (UCLM),[3] este mismo año funda y dirige el Grupo de Investigación Alarcos (Alarcos Research Group),[1]  desde el año 2002 es Catedrático de Universidad de Lenguajes y Sistemas Informáticos en la Universidad de Castilla-La Mancha.[3]
Ha trabajado como consultor en el Ministerio de Industria y Energía y en el Ministerio de Administraciones Públicas.
En el año 2008 aparece entre los quince mejores investigadores del mundo en los ámbitos de la ingeniería de sistemas y software en el estudio independiente Top scholars in the field of systems and software engineering (2004-2008).
En el año 2010 recibe el premio Gabriel Alonso Herrera a la trayectoria investigadora (2010), otorgado por la Junta de Comunidades de Castilla-La Mancha.
En el año 2012 recibe el premio Nacional a la Trayectoria Profesional del Ingeniero Informático (2012). Federación de Asociaciones de Ingenieros Informáticos de España.
En el año 2016 recibe el premio Aritmel 2016, por haber realizado sobresalientes aportaciones científicas en el área de la ingeniería informática.
En el año 2018 aparece en la listas de los 1000 mejores científicos del mundo en el ámbito de Informática y Electrónica.
En el año 2018 según el estudio realizado por la plataforma ScienceDirect, Mario Piattini esta entre los 20 mejores investigadores del mundo más activos en Ingeniería del Software.
En el año 2020 según el estudio elaborado por el Guide2Research “2020 Computer Science and Electronics Ranking”, basado en índice H de Google Scholar y las investigaciones indexadas en el DBLP , Mario Piattini figura en la sexta posición de mejores investigadores de Informática y Electrónica en España.
En el año 2021 Mario Piattini se encuentran entre los mejores investigadores del mundo según la última edición de la clasificación elaborada por Jhon P. A. Ioannidis (Universidad de Stanford, Estados Unidos) y coautores, que analiza su producción científica y las veces que han sido citados, entre otros criterios. 
En el año 2023 Mario Piattini recibe los premios “Premio a la trayectoria investigadora y a la innovación de Castilla-La Mancha 2022” y “Premio del Consejo General de Colegios de Ingeniería Informática”, según la novena edición de Research.com Mario Piattini se encuentra entre los 10 mejores investigadores en informática de España.
El 27 de junio del año 2023 la Universidad Nacional de la Plata (Argentina) distinguió con el título doctor honoris causa al informático Mario Piattini Velthuis. 
En 2024 la Universidad de Murcia le entrega el Premio FIUM 2024 a Mario Gerardo Piattini Velthuis en reconocimiento a su destacada trayectoria profesional y sus valiosas contribuciones en el ámbito de la informática.
El día 12 Junio del  año 2025 Mario Piattini ha sido galardonado con el Premio a la Trayectoria Profesional de ISACA Madrid, entregado durante la celebración del Congreso ISACA Madrid Event.

## Trayectoria

### Investigación
Su trayectoria inicia en el campo del diseño de bases de datos y bases de datos avanzadas, para pasar posteriormente la calidad de sistemas de información donde ha dirigido y participado en diversos proyectos de investigación. Es director y fundador del Grupo de Investigación Alarcos,[1] especializado en la calidad de los sistemas de información.
Ha sido Director del Centro Mixto de Investigación y Desarrollo UCLM-INDRA , y del Instituto de Tecnologías y Sistemas de Información (ITSI) de la Universidad de Castilla-La Mancha.[18] Coordinador del Área de Ciencias de la Computación y Tecnología Informática de la Agencia Nacional de Evaluación y Prospectiva (ANEP)

### Gestión universitaria
En el ámbito de la gestión Universitaria ocupó distintos cargos a nivel local. En la Universidad de Castilla-La Mancha ejerció como Director de la Sección Departamental de Informática. 
En la Universidad de Castilla-La Mancha ejerció como Subdirector del Departamento de Informática entre los años 2000 al 2005, además, entre el 2003 al 2011 ejerció como patrono de la Fundación Ínsula Barataria para el fomento de la Sociedad del Conocimiento. 
En el año 2005 fundó el Centro Mixto de Investigación y Desarrollo UCLM-INDRA,  en el cual fue director hasta el año 2010 y paralelamente fundó el Instituto de Tecnologías y Sistemas de Información (ITSI) de la Universidad de Castilla-La Mancha donde fue director hasta el 2015.

## Publicaciones
Mario Piattini ha publicado varios artículos en revistas internacionales indexadas, ha dictado varias comunicaciones en congresos internacionales y publicado una gran cantidad de libros relacionados con la Ingeniería de software, las bases de datos, la calidad y auditoría de sistemas de información y la informática cuántica.